# Tipula bigeminata
Tipula bigeminata är en tvåvingeart som beskrevs av Alexander 1915. Tipula bigeminata ingår i släktet Tipula och familjen storharkrankar. Inga underarter finns listade i Catalogue of Life.